# Zure room

Een sneetje brood met zure room en peper

Zure room is aangezuurde room. Dat wil zeggen dat er melkzuurbacteriën aan de room zijn toegevoegd, waarna het product tijd heeft gekregen te fermenteren. Zure room is (daardoor) langer houdbaar dan gewone room.
In Nederland bevat zure room 10% melkvet. De Franse variant van zure room heet crème aigre en bevat 16% tot 21% melkvet. Door het lagere percentage melkvet schift zure room eerder dan crème fraîche (35% melkvet of meer). Daarom wordt zure room gebruikt in koude gerechten en wordt de crème fraîche juist verwerkt in warme gerechten.
In Centraal- en Oost-Europa gebruikt men een variant die smetana wordt genoemd.